# Chris Phoenix
Chris Phoenix (25 de dezembro de 1970) é um pesquisador, defensor e cientista da nanotecnologia que faz parte do grupo do CRN - Center for Responsible Nanotechnology. Formado em Sistemas Simbólicos e Ciências da Computação pela Universidade de Stanford em 1991. Vem desenvolvendo e pesquisando para a Nanotecnologia há mais de 15 anos. Seu foco desde 2000 é sobre fabricação molecular.